# Risekatslösa socken
Risekatslösa socken i Skåne ingick i Luggude härad, ingår sedan 1974 i Bjuvs kommun och motsvarar från 2016 Risekatslösa distrikt.
Socknens areal är 14,96 kvadratkilometer varav 14,89 land. År 2000 fanns här 84 invånare. Herrgården Boserup, en del av tätorten Billesholm samt sockenkyrkan Risekatslösa kyrka ligger i socknen.

## Administrativ historik
Socknen har medeltida ursprung. 
Vid kommunreformen 1862 övergick socknens ansvar för de kyrkliga frågorna till Risekatslösa församling och för de borgerliga frågorna bildades Risekatslösa landskommun. Landskommunen uppgick 1952 i Billesholms landskommun som 1974 uppgick i Bjuvs kommun. Församlingen uppgick 2006 i Bjuvs församling.
1 januari 2016 inrättades distriktet Risekatslösa, med samma omfattning som församlingen hade 1999/2000.
Socknen har tillhört län, fögderier, tingslag och domsagor enligt vad som beskrivs i artikeln Luggude härad. De indelta soldaterna tillhörde Norra skånska infanteriregementet, Luggude kompani.

## Geografi
Risekatslösa socken ligger öster om Helsingborg. Socknen är en småkuperad odlad slättbygd med skog i sydost.
I Risekatslösa finns ett dammsystem som kallas Mölledammen med anledning av en mölla som låg där - Kalmarmöllan. 
Här har på 1700-talet funnits en porslinsfabrik. Här har även funnits ett sågverk samt ytterligare bebyggelse.
I ravinkanterna har i slutet av 1800-talet brutits kol direkt i dagbrotten. 
I socknen ligger Söderåsens Golfbana, som drivs av Söderåsens Golfklubb.

## Fornlämningar
Några boplatser och en långdös från stenåldern är funna. Från bronsåldern finns gravhögar och skålgropsförekomster.

## Namnet
Namnet skrevs 1362 Kastlösä, 1578 Riisse Katzlösse och kommer från kyrkbyn. Rise är tillagt för att skilja från byn Kastlösa i Kvistofta socken, 'det Kastlösa som ligger i risbygden(snårskogen)'. Kastlösa innehåller kast, 'något uppkastat (grenar, ris, sten, jord)' och lösa, 'glänta; äng'.